# Oláh László (számtiszt)
Deésházi és szilágy-kereszturi Oláh László (Szilágyszeg, 1858. május 21. – 1913 után) magyar államvasúti számtiszt.

## Élete
Oláh János földbirtokos és hatmansdorffi Hatfaludi Sarolta fia. Iskoláit a zilahi gimnáziumban végezte, ahonnét a máramarosszigeti jogakadémiára ment; jogi tanulmányait azonban családi körülmények miatt nem fejezhette be és katona sorba állott a 39. gyalogezredbe. Szolgálatát kitöltvén, falujába tért vissza és apja mellett gazdálkodott. 1882-ben a szatmári kataszteri hivatalnál nyert alkalmazást; de ez 1884. év végén feloszlattatván, ismét haza ment és gazdálkodott 1887-ig. Ekkor Szilágy megye szolgálatába lépett. 1895 tavaszán Budapestre költözött és ez év őszén a magyar vasutak igazgatóságánál nyert alkalmazást; innét 1897 tavaszán Kolozsvárra a Magyar Államvasutak üzletvezetőségéhez helyezték át. 1913. január 4-én Debrecenben házasságot kötött a nála húsz évvel fiatalabb Nagy Zsófiával, Nagy Sámuel és Komlóssi Lidia lányával.
Társadalmi cikkeket, verset, tárcát sat. írt a Tasnádba, Szilágy-Somlyóba, a Szilágyba, a Vármegye és Községbe és a fővárosi lapokba; Kolozsvárt közgazdasági cikkeket írt az ottani Ellenzékbe, az Ujságba, a Szárnyaskerékbe, főleg a vasutasok otthona és üdülőhelye létesítése tárgyában is.

## Munkái
- Kolozsvári Czím- és Lakjegyzék az 1899. évre. I. évf. Kolozsvár.
- Kolozsvári bankok és takarékpénztárak és pénzintézeti statisztika. Kolozsvár, 1899.
- A kolozsvári háztulajdonosok névjegyzéke. A régi és uj utczanevek és házszámok kitüntetésével a legújabb hivatalos adatok alapján. Kolozsvár, (1902).

Szerkesztette az Emléklapokat 1894-ben Zilahon a Wesselényi szobor-alap javára (Boér Miklóssal együtt) és 1903. októbertől szerkeszteni fogja a Kolozsvári Értesítőt.

## Jegyei
o-h és d-y (a kolozsvári, szegedi és budapesti szaklapokban). 